# 池田政貞 (旗本)
池田 政貞（いけだ まささだ）は、江戸時代中期から後期にかけての旗本。通称は雅次郎。

## 略歴
延享5年/寛延元年（1748年）、池田喜以の子として誕生。初名は輝貞。
池田政勝の養子となり、明和8年（1771年）12月7日、遺領を継ぐ。安永2年（1773年）3月22日、書院番に列する。天明4年（1784年）1月11日、使番となり、寛政元年（1789年）1月15日より諸国巡見使として、阿波国・讃岐国・淡路国・土佐国・伊予国・豊前国・豊後国などの国々を巡見し、同年9月7日、目付となった。その後も火付盗賊改方、禁裏付などを歴任し、文化14年4月23日（1817年6月7日）、死去した。

## 系譜
- 父：池田喜以（1712-1786）
- 母：不詳
- 養父：池田政勝（1709-1782）
- 室：京極高常の娘
- 生母不明の子女
  - 男子：池田政満
  - 女子：池田喜生養女 - 池田輝名室